# Trichomacronema shanorum
Trichomacronema shanorum är en nattsländeart som beskrevs av Schmid 1964. Trichomacronema shanorum ingår i släktet Trichomacronema och familjen ryssjenattsländor. Inga underarter finns listade i Catalogue of Life.